# Enola (Arkansas)
Enola – miasto w Stanach Zjednoczonych, w stanie Arkansas, w hrabstwie Faulkner.